# Ida z Boulogne
Ida z Boulogne, či též Ida Lotrinská (1040? – 13. dubna 1113) byla hraběnka z Boulogne. Narodila se kolem roku 1040 na hradě Bouillon v Ardenách, v dnešní jižní Belgii. Jejím otcem byl dolnolotrinský vévoda Godefroi III.

## Život
Roku 1057 se vdala za hraběte z Boulogne Eustacha II. s nímž měla tři syny a dceru. Ida po porodu svých dětí odmítla kojnou, namísto toho je kojila sama, aby tak zabránila vlivu morálky cizí kojné. Když se její synové rozhodli roku 1096 připojit k první křížové výpravě, požehnala jejich snaze a výrazně se podílela na finančních výdajích.
Během života byla hraběnka velmi nábožensky i charitativně aktivní. Roku 1093 ovdověla a využila získané bohatství i volnost k realizaci svých plánů, například založila několik klášterů. Dále udržovala korespondenci se svatým Anselmem, arcibiskupem z Canterbury. Některé Anselmovy dopisy Idě se dochovaly do současnosti. Stále více se aktivně angažovala v církvi. Nicméně tehdejší scholastické přesvědčení jí zabraňovalo stát se benediktinskou jeptiškou, namísto toho se stala „laickou sestrou Benediktinského řádu“.
Ida z Boulogne zemřela 13. dubna 1113. Jako místo jejího hrobu bylo tradičně označováno za klášter Svatého Vedasta. Nicméně roku 1169 byly její ostatky přemístěny do Paříže a znovu roku 1808 do Bayeux.
Syn Eustach zdědil po otci hraběcí titul, Godefroi se stal dolnotrinským vévodou a po završení kruciáty prvním křižáckým vládcem Jeruzaléma a Balduin titul krále po něm podědil.